# Peter Schjeldahl

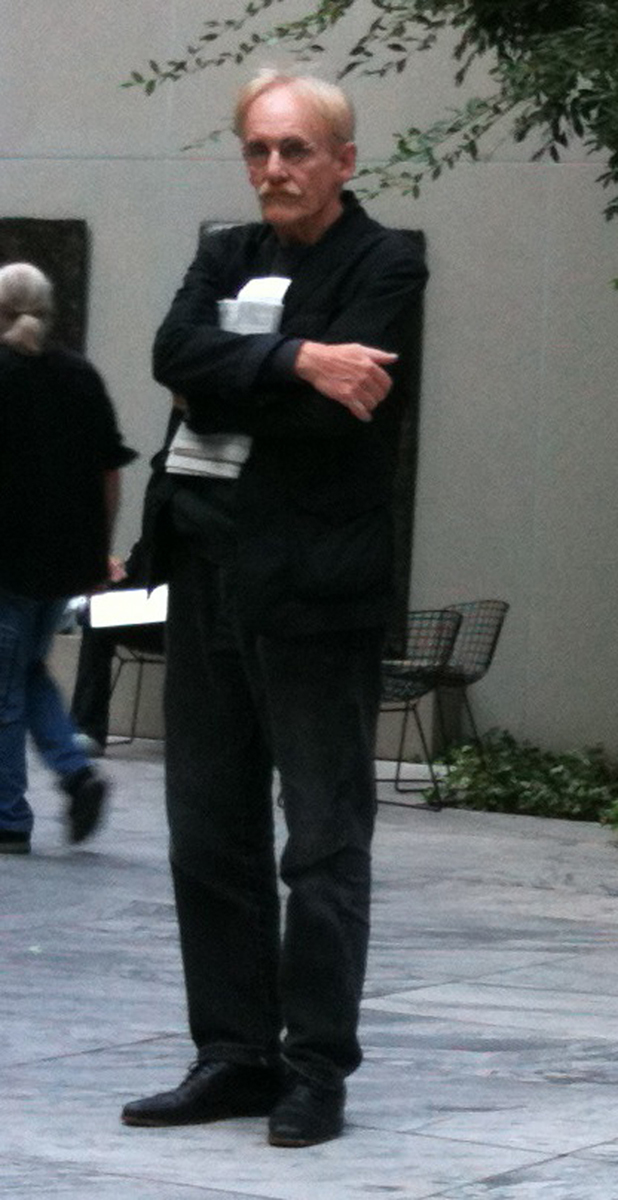
Peter Schjeldahl

Peter Schjeldahl (* 20. März 1942 in Fargo, North Dakota; † 21. Oktober 2022 in Bovina, Delaware County, New York) war ein US-amerikanischer Autor. In jungen Jahren schrieb und veröffentlichte er Lyrik, später wandte er sich ganz der Kunstkritik zu. Acht Jahre lang prägte er The Village Voice mit, seit 1998 arbeitete er für The New Yorker. 2022 stand er auf der Shortlist für den Pulitzer-Preis in der Kategorie Criticism. Seine Rezensionen und Essays erschienen gesammelt in insgesamt vier Bänden. Seine letzte Besprechung (The New Yorker, 10. Oktober 2022) galt der Retrospektive von Wolfgang Tillmans im Museum of Modern Art.

## Leben
Peter Charles Schjeldahl – der Name wird, so The New York Times, „SHELL-doll“ ausgesprochen, er stammt aus dem Norwegischen und lautete in früheren Generationen Skjeldal – ist in Minnesota mit einem Bruder und drei Schwestern aufgewachsen. Sein erstes Gedicht schrieb er 1953. Während seiner Studienzeit am Carlton College war er Mitbegründer einer Literaturzeitschrift im Zeichen der New York School, das Studium brach er ab. Fortan verdiente er seinen Lebensunterhalt mit journalistischen Arbeiten, zunächst „in kleinen Städten in der Nähe von großen“, dann in New York. Dort begann er, sich für Bildende Kunst zu interessieren, prägend waren zahlreiche Besuche in der Frick Collection. Viele Jahre später, mit einem Lehrauftrag in Harvard, sagte er über seinen Bildungsweg: „One peculiarity of my own education is that I barely have any. I’m one of those ‘60s dropouts you read about, and I never took an art course in my life.“ Ein Jahr verbrachte er in Paris, nicht zuletzt, da er sich in seinen literarischen Anfängen als „surrealist poet“ und in der Tradition von Charles Baudelaire verstand. Später benannte er als seine Helden Frank O’Hara und John Ashbery. In den 1960er- und 1970er-Jahren veröffentlichte er Lyrikbände, einzelne Gedichte erschienen in Literaturzeitschriften wie The Paris Review. Auch im von Ron Padgett und David Shapiro herausgegebenen Sammelband An Anthology of New York Poets (1970) war er mit vertreten.
Als Kritiker spezialisierte sich Schjeldahl hauptsächlich auf Bildende Kunst und dort wiederum auf Malerei. Letzteres sei ihm „in einer immer vielfältiger werdenden Kunstwelt auch als Konservatismus ausgelegt“ worden. Zu seinen Lieblingsmalern, so sein Kollege und Freund Christopher Knight, gehörte Max Beckmann. Parallel zu seiner fixen Mitarbeit bei zunächst Village Voice, dann The New Yorker veröffentlichte er in Artforum, in Art in America und im New York Times Magazine sowie auch in Vogue oder Vanity Fair. In Europa galt er – so formulierte Robert Fleck 1994 – als „der meistgelesene Kunstkritiker in den USA“, des Weiteren hieß es im Standard, dass selbst junge Kunstschaffende Schjeldahls Kritiken lesen.
Peter Schjeldahl wurde 1995 als erstem Kunstkritiker ein Guggenheim-Stipendium zugesprochen, 2008 war er Preisträger von The Clark, und vom College seiner Studienzeit erhielt er im Jahr 2015 die Ehrendoktorwürde (Doctor of Humane Letters, honoris causa).
Für eine Biografie über Frank O’Hara hatte er recherchiert, das Buchprojekt jedoch nicht konsequent verfolgt. Zufällig fand Ada Calhoun, seine Tochter, die Tonbänder, auf welchen Schjeldahl Gespräche mit verschiedenen Gewährspersonen aufgenommen hatte. Sie nutzte das Material für das Buch Also a Poet. Frank O'Hara, My Father, and Me.
2019 machte Schjeldahl seine Krebsdiagnose publik. Der Text, der unter dem Titel The Art of Dying gedruckt worden war, hatte zunächst den Titel 77 Sunset Me. Im Interview mit npr erklärte der Autor, Sterben habe für ihn nichts mit Kunst zu tun. Im selben Jahr äußerte sich Gary Indiana, Schjeldahls Vorgänger bei The Village Voice, über die Tätigkeit als Kunstkritiker: Es sei keine langfristige Arbeit, man laufe Gefahr, sich zu wiederholen, und es sei schwierig, Woche für Woche sein Niveau zu halten. „Nobody should do these jobs for more than a year or two“, so Indiana, um im Folgenden einzuschränken: „[...] Some people can do it. Peter Schjeldahl can do it, [...].“

## Werk (Auswahl)
- White Country. Corinth Books, New York 1968.
- An Adventure of the Thought Police. Ferry Press, London 1971.

- Since 1964: New and selected poems. New York 1978.
- The 7 Days Art Columns 1988–90. Figures Press, New York 1990.
- The Hydrogen Jukebox: Selected Writings of Peter Schjeldahl 1978–1990. University of California Press, Berkeley 1991.
- Columns and Catalogues. The Figures, Great Barrington, 1994.
- Poesie der Teilnahme. Kritiken 1980–1994 (hrsg. von Maaretta Jaukkuri), aus dem Amerikanischen von Martina Siebert. Verlag der Kunst, Dresden 1997.
- Let’s See: Writings on Art from the New Yorker. Thames & Hudson, New York 2008.
- Hot, Cold, Heavy, Light. 100 Art Writings 1988–2018. Abrams, New York 2019, ISBN 978-1-4197-3438-0.